# 加賀郡
加賀郡（日语：／ Kaga gun */?）是位於日本岡山縣中部的郡，為2004年10月1日上房郡賀陽町和御津郡加茂川町合併為吉備中央町后，新設立的郡，郡名來自于合併前兩町的町名的字首所組成。
現轄有以下1町：
- 吉備中央町